# Kensuke Amaya
Kensuke Amaya (天谷謙介?, Amaya Kensuke; ...) è un ex giocatore di football americano giapponese che ha giocato come linebacker.